# Пархали
Церковь Пархали (груз. პარხალი) — грузинский православный монастырский храм, один из шедевров грузинской архитектуры X века. Расположен в Пархальском ущелье, на территории современной Турции в небольшой деревне в районе города Юсуфели (на территории бывшего грузинского княжества Тао-Кларджети). Собор в Пархали был построен Давидом III Куропалатом, не позднее 973 года (либо в 60-е, либо в начале 70-х годов X века), посвящен Св. Иоанну Предтече. Практический повторяет дизайн храма Отхта
В 1917 году собор обследовали две экспедиции: Э. Такаишвили (1863-1953) и Н. Л. Окунева (1885–1949). Среди материалов экспедиции Окунева особую ценность представляют фотографии фресок конца Χ в., находившихся под побелкой в течение многих десятилетий. В 2017 году начаты работы по их расчистке и реставрации.

## Название
Самое раннее упоминание находитсяв «Житии Григория Хандзтели» Георгия Мерчуле. Название может быть связано с именем «Парехи». Сулхан-Саба Орбелиани определяет корень «парех-» как «пещера, вырубленная в скале».